# David Dunne
David Dunne est un nageur britannique né le 30 novembre 1955.

## Biographie
David Dunne dispute l'épreuve du 4x200m nage libre aux Jeux olympiques d'été de 1976 de Montréal et remporte la médaille de bronze aux côtés de Brian Brinkley, Gordon Downie et Alan McClatchey.